# Persone di nome Christopher/Attori
| Questa pagina contiene informazioni ricavate automaticamente dalle voci biografiche con l'ausilio del template Bio e di un bot. L'aggiornamento è periodico e automatico e ricostruisce completamente la pagina. Se manca una persona in questa lista, sei pregato di non aggiungerla, ma accertati piuttosto che la sua voce biografica contenga il template Bio e che i dati anagrafici siano correttamente compilati. Se il template Bio manca, inseriscilo tu stesso o, in alternativa, metti l'avviso {{tmp\|Bio}} che ne segnala la mancanza. Se i dati riportati sono sbagliati, correggi direttamente la voce biografica; le modifiche saranno visibili in questa lista entro pochi giorni. Per chiarimenti vedi il progetto antroponimi. La lista contiene solo le 109 persone che sono citate nell'enciclopedia e per le quali è stato implementato correttamente il template Bio. Pagina aggiornata al 6 giu 2025. |

Questa è una lista di persone presenti nell'enciclopedia che hanno il nome Christopher e sono attori.

## A(3)
- Christopher Abbott, attore statunitense (Greenwich, n. 1986)
- Christopher Allport, attore statunitense (Boston, n. 1947 - Wrightwood, † 2008)
- Christopher Atkins, attore statunitense (Rye, n. 1961)

## B(6)
- Christopher Backus, attore statunitense (Mission Viejo, n. 1981)
- Christopher James Baker, attore australiano
- Christopher Daniel Barnes, attore e doppiatore statunitense (Portland, n. 1972)
- Chris Barrie, attore britannico (Hannover, n. 1960)
- Christopher Briney, attore statunitense (Hartford, n. 1998)
- Chris Burke, attore, scrittore e attivista statunitense (Point Lookout, n. 1965)

## C(13)
- Christopher Carley, attore statunitense (Suffern, n. 1978)
- Christopher Castile, attore statunitense (Contea di Orange, n. 1980)
- Christopher Cazenove, attore britannico (Winchester, n. 1943 - Londra, † 2010)
- Chris Chalk, attore statunitense (Asheville, n. 1978)
- Chris Colfer, attore, scrittore e cantante statunitense (Clovis, n. 1990)
- Christopher Collet, attore e doppiatore statunitense (New York, n. 1968)
- Christopher Connelly, attore statunitense (Wichita, n. 1941 - Burbank, † 1988)
- Chris Conrad, attore statunitense (Fort Lauderdale, n. 1970)
- Chris Cooper, attore statunitense (Kansas City, n. 1951)
- Christopher Cousins, attore statunitense (New York, n. 1960)
- Chris Coy, attore statunitense (Louisville, n. 1986)
- Chace Crawford, attore statunitense (Lubbock, n. 1985)
- Christopher Curry, attore statunitense (Grand Rapids, n. 1948)

## D(5)
- Christopher Dark, attore statunitense (New York, n. 1920 - Hollywood, † 1971)
- Christopher Denham, attore e regista statunitense (n. 1980)
- Christopher B. Duncan, attore statunitense (Lincoln, n. 1964)
- Christopher Durang, attore, drammaturgo e sceneggiatore statunitense (Montclair, n. 1949 - Pipersville, † 2024)
- Christopher Reeve, attore, regista e produttore cinematografico statunitense (New York, n. 1952 - Mount Kisco, † 2004)

## E(5)
- Christopher Eccleston, attore britannico (Salford, n. 1964)
- Chris Edgerly, attore e doppiatore statunitense (Silver Spring, n. 1969)
- Christopher Egan, attore australiano (Sydney, n. 1984)
- Chris Eigeman, attore statunitense (Denver, n. 1965)
- Chris Evans, attore statunitense (Boston, n. 1981)

## F(4)
- Christopher Fairbank, attore britannico (Clavering, n. 1953)
- Christopher Fitzgerald, attore statunitense (Bryn Mawr, n. 1972)
- Chris Foy, attore australiano (n. 1983)
- Christopher Fulford, attore britannico (Londra, n. 1955)

## G(7)
- Christopher Gartin, attore statunitense (n. 1974)
- Chris Gauthier, attore britannico (Luton, n. 1976 - Vancouver, † 2024)
- Christopher George, attore statunitense (Royal Oak, n. 1928 - Los Angeles, † 1983)
- Christopher Gerse, attore statunitense (Los Angeles, n. 1991)
- Christopher Gorham, attore statunitense (Fresno, n. 1974)
- Topher Grace, attore statunitense (New York, n. 1978)
- Christopher Guard, attore britannico (Londra, n. 1953)

## H(6)
- Kit Harington, attore britannico (Londra, n. 1986)
- Christopher Hart, attore canadese (Nanaimo, n. 1961)
- Chris Hemsworth, attore australiano (Melbourne, n. 1983)
- Christopher Hewett, attore e regista teatrale inglese (Worthing, n. 1921 - Los Angeles, † 2001)
- Christopher Heyerdahl, attore canadese (Columbia Britannica, n. 1963)
- C. Thomas Howell, attore e regista statunitense (Los Angeles, n. 1966)

## J(3)
- Christopher Jackson, attore, cantante e compositore statunitense (Metropolis, n. 1975)
- Christopher Jacot, attore e doppiatore canadese (Toronto, n. 1979)
- Christopher Jones, attore statunitense (Jackson, n. 1941 - Los Alamitos, † 2014)

## K(3)
- Christopher Knight, attore statunitense (New York, n. 1957)
- Christopher Kriesa, attore statunitense (Appleton, n. 1947)
- Ashton Kutcher, attore, modello e produttore cinematografico statunitense (Cedar Rapids, n. 1978)

## L(6)
- Christopher Larkin, attore statunitense (Daegu, n. 1987)
- Christopher Lawford, attore statunitense (Santa Monica, n. 1955 - Vancouver, † 2018)
- Christopher Lee, attore e cantante britannico (Londra, n. 1922 - Londra, † 2015)
- Chris Lemmon, attore statunitense (Los Angeles, n. 1954)
- Christopher Lloyd, attore statunitense (Stamford, n. 1938)
- Chris Lowell, attore statunitense (Atlanta, n. 1984)

## M(10)
- Chris Marquette, attore statunitense (Stuart, n. 1984)
- Christopher Massey, attore e rapper statunitense (Atlanta, n. 1990)
- Chris Massoglia, attore statunitense (Minneapolis, n. 1992)
- Christopher Masterson, attore statunitense (New York, n. 1980)
- Christopher Mayer, attore statunitense (New York, n. 1954 - Sherman Oaks, † 2011)
- Christopher McDonald, attore statunitense (New York, n. 1955)
- Christopher Meloni, attore statunitense (Washington, n. 1961)
- Chris Messina, attore, regista e sceneggiatore statunitense (Northport, n. 1974)
- Christopher Meyer, attore statunitense (West Palm Beach, n. 1996)
- Christopher Mintz-Plasse, attore statunitense (Los Angeles, n. 1989)

## N(1)
- Chris Noth, attore statunitense (Madison, n. 1954)

## O(5)
- Chris O'Donnell, attore e produttore cinematografico statunitense (Winnetka, n. 1970)
- Chris O'Dowd, attore e comico irlandese (Boyle, n. 1979)
- Chris O'Neal, attore e rapper statunitense (New York, n. 1994)
- Christopher Olsen, attore statunitense (Los Angeles, n. 1946)
- Chris Owens, attore canadese (Toronto, n. 1961)

## P(7)
- Chris Penn, attore statunitense (Los Angeles, n. 1965 - Santa Monica, † 2006)
- Christopher Pennock, attore statunitense (Jackson Hole, n. 1944 - † 2021)
- Christopher Pettiet, attore statunitense (Dallas, n. 1976 - Los Angeles, † 2000)
- Chris Pine, attore statunitense (Los Angeles, n. 1980)
- Chris Potter, attore canadese (Toronto, n. 1960)
- Chris Powell, attore, sceneggiatore e comico statunitense (Detroit)
- Chris Pratt, attore statunitense (Virginia, n. 1979)

## R(6)
- Christopher Ralph, attore canadese (n. 1977)
- Chris Rankin, attore neozelandese (Auckland, n. 1983)
- Christopher Rich, attore statunitense (Dallas, n. 1953)
- Chris Riggi, attore statunitense (New York, n. 1985)
- Chris Rock, attore, comico e cabarettista statunitense (Andrews, n. 1965)
- Chris Romano, attore televisivo, produttore televisivo e sceneggiatore statunitense (Nashua, n. 1978)

## S(9)
- Chris Sarandon, attore statunitense (Beckley, n. 1942)
- Christopher Sean, attore statunitense (Oak Harbor, n. 1985)
- Christopher Serrone, attore statunitense (Queens, n. 1976)
- Christopher Severn, attore e produttore cinematografico statunitense (Los Angeles, n. 1935)
- Christopher Showerman, attore statunitense (Jackson, n. 1971)
- Christopher Sieber, attore statunitense (Saint Paul, n. 1969)
- Christopher Stanley, attore statunitense (Providence, n. 1965)
- Christopher William Stearns, attore statunitense (New York, n. 1948 - San Clemente, † 2009)
- Christopher Stone, attore statunitense (Manchester, n. 1940 - Los Angeles, † 1995)

## T(4)
- Christopher John Thomason, attore e modello statunitense (Abilene, n. 1982)
- Christopher Thompson, attore, sceneggiatore e regista francese (New York, n. 1966)
- Christopher Timothy, attore, regista televisivo e scrittore gallese (Bala, n. 1940)
- Chris Tucker, attore e comico statunitense (Atlanta, n. 1971)

## V(1)
- C.J. Valleroy, attore statunitense (Oklahoma City, n. 1999)

## W(4)
- Christopher Walken, attore statunitense (New York, n. 1943)
- Chris Warren Jr., attore, ballerino e cantante statunitense (Indianapolis, n. 1990)
- Christopher Evan Welch, attore statunitense (Fort Belvoir, n. 1965 - Santa Monica, † 2013)
- Chris Wood, attore statunitense (Dublin, n. 1988)

## Y(1)
- Young Mazino, attore statunitense (Contea di Montgomery, n. 1991)